# Olbiogaster cinctus
Olbiogaster cinctus är en tvåvingeart som beskrevs av Kertesz 1902. Olbiogaster cinctus ingår i släktet Olbiogaster och familjen fönstermyggor.
Artens utbredningsområde är Peru. Inga underarter finns listade i Catalogue of Life.